# A Sedução de Marrocos
Road to Morocco (bra: A Sedução de Marrocos, ou A Sedução do Marrocos, ou Três Marrecos em Marrocos; prt: A Sedução de Marrocos) é um filme estadunidense de 1942, do gênero comédia romântico-musical, dirigido por David Buttler e protagonizado por Bob Hope, Bing Crosby e Dorothy Lamour.
É o terceiro filme de sete no total da série Road to....

## Sinopse
Jeff Peters (Bing Crosby) e Turkey Jackson (Bob Hope) acidentalmente, acabam naufragando em plena costa de Marrocos e para ganhar algum dinheiro, Jeff vende Turkey como escravo e além disso, se apaixona por uma princesa (Dorothy Lamour) que está prometida a um grande e perigoso chefe chamado Mullay Kasim (Anthony Quinn).
Enquanto isso, Turkey acaba ficando feliz sendo cercado por mulheres bonitas mas tudo isso seria um plano para arruiná-lo. Jeff então, o ajuda e os dois escapam com a princesa com o objetivo de não cair em uma enrascada pior de Mullay Kasim.

## Elenco
- Bing Crosby - Jeff Peters
- Bob Hope - Orville "Turkey" Jackson / Tia Lucy
- Dorothy Lamour - Princesa Shalmar
- Anthony Quinn - Mullay Kasim
- Dona Drake - Mihirma
- Vladimir Sokoloff - Hyder Khan
- Mikhail Rasumny - Ahmed Fey
- George Givot - Neb Jolla

## Prêmios e indicações
| Premiação  | Categoria               | Recipiente                | Resultado |
| ---------- | ----------------------- | ------------------------- | --------- |
| Oscar 1943 | Melhor roteiro original | Frank Butler, Don Hartman | Indicado  |
| Oscar 1943 | Melhor som              |                           | Indicado  |